# Banco de arena Walker
El Banco de arena Walker (en chino: 漫步暗沙) es una formación de arena en el Banco Macclesfield, en el Mar de China Meridional.
No hay islas, ni tierra encima del agua, no hay asentamientos, y no hay habitantes en la región. Aunque la zona es reclamada por la República Popular China y la República de China, ningún país tiene el control total de la región.
La República Popular China  afirma que la administra como parte la provincia de Hainan. Sin embargo, no está claro dónde está la sede de esta administración local.
Se ha reportado que una base de cría para recursos pesqueros y la investigación marítima fue establecida en la zona en junio de 2013,  pero no se ha dado ninguna información sobre la naturaleza o ubicación de la base.